# Riverdale (Nebraska)
Riverdale és una població dels Estats Units a l'estat de Nebraska. Segons el cens del 2000 tenia 213 habitants.

## Demografia
Segons el cens del 2000, Riverdale tenia 213 habitants, 83 habitatges, i 65 famílies. La densitat de població era de 316,3 habitants per km².
Dels 83 habitatges en un 28,9% hi vivien nens de menys de 18 anys, en un 66,3% hi vivien parelles casades, en un 10,8% dones solteres, i en un 20,5% no eren unitats familiars. En el 19,3% dels habitatges hi vivien persones soles el 7,2% de les quals corresponia a persones de 65 anys o més que vivien soles. El nombre mitjà de persones vivint en cada habitatge era de 2,57 i el nombre mitjà de persones que vivien en cada família era de 2,89.
Per edats la població es repartia de la següent manera: un 23,9% tenia menys de 18 anys, un 9,9% entre 18 i 24, un 30,5% entre 25 i 44, un 24,4% de 45 a 60 i un 11,3% 65 anys o més.
L'edat mediana era de 36 anys. Per cada 100 dones de 18 o més anys hi havia 102,5 homes.
La renda mediana per habitatge era de 44.375 $ i la renda mediana per família de 46.786 $. Els homes tenien una renda mediana de 29.219 $ mentre que les dones 19.861 $. La renda per capita de la població era de 16.459 $. Aproximadament el 3,8% de les famílies i el 7,8% de la població estaven per davall del llindar de pobresa.

## Poblacions més properes
El següent diagrama mostra les poblacions més properes.